# Соколівочка
Соколі́вочка — село в Україні, у Тальнівській міській громаді Звенигородського району Черкаської області. У селі мешкає 553 людей.

## Історія
Як присілок Мала Соколівка або Соколова Слобода село фігурує в метричних книгах села Кобринова Гребля кінця XVIII ст. Назва ймовірно походить від засновників чи власників хутора шляхтичів Соколовських. Зокрема у метричних записах згадується пан Ян Соколовський, його дружина Агафія (Агнушка) та троє його дітей Томаш, Григорій та Анна.
За офіційною версією село Соколівочка засноване у 1834 р. на землях Кобриново-Гребельської громади, які у той час належали графині Ользі Потоцькій-Наришкіній. Поміщиця замість території, зайнятої під Соколівочку, виділила Кобриново-Гребельцям землі в іншому місці. Але з якоїсь причини не була виділена земля братам Куплевацьким.
Цей позов між братами Куплевацькими і поміщицею розглядав Уманський повітовий мировий з'їзд. У його протоколі № 40 від 25 травня 1865 р. зазначено:
| 4. Крестьянин И. Куплеватский жалуется, что у него отобрана левада, которая вошла в состав усадебной оседлости крестьян с. Соколовочка под устройство усадеб. По дозванию сказалось, что действительно в пользовании братьев Петра, Василия и Игната Куплеватских находилась левада пространством 8 десятин 1293 сажен. Население с. Соколовочки началось с 1834 по 1861 год. В какое время отобрана левада, по какому праву ею владели Куплеватские и какие дано вознаграждение – из дел не видно. Свидетельство сторонних лиц не может в точности определить, когда левада была отобрана. |
Це нібито і є перша згадка про Соколівочку.
Щодо назви с. Соколівочка, то засновник його начебто назвав так на згадку про с. Соколову, яке існувало на річці Макшиболоті і було об'єднане в один населений пункт з селом Кобриновою Греблею.
До 1928 р. в Соколівочці була трикласна школа в якій працювала до Німецько-радянської війни мати піонера-героя Віталія Проценко — Н. Ф. Проценко.
У 1929 р. було засновано перший колгосп «Червоний трудовик». Після війни колгосп став носити ім'я М. С. Хрущова. Пізніше відбулось об'єднання колгоспів с. Соколівочка, Степне, Червоне із с. Кобринова Гребля і Антонівка та утворено колгосп «Зоря».
Село постраждало внаслідок геноциду українського народу, проведеного окупаційним урядом СССР 1932—1933 та 1946–1947 роках[джерело?].
17 липня 2020 року, в результаті адміністративно-територіальної реформи та ліквідації Тальнівського району, село увійшло до складу Звенигородського району.

### Сільський голова
- Дума Лариса Павлівна — 2009
- Щербатюк Володимир Володимирович — 2010

## Населення

### Мова
Розподіл населення за рідною мовою за даними перепису 2001 року:
| Мова       | Кількість | Відсоток |
| ---------- | --------- | -------- |
| українська | 547       | 98.92%   |
| російська  | 6         | 1.08%    |
| Усього     | 553       | 100%     |

## Соціальна сфера
Від села 1 км до станції Гусакове (роз'їзд)
На території сільської ради діють: загальноосвітня гімназія I—II ступенів (с. Соколівочка), ФАПи (с. Соколівочка, с Червоне), клуби та бібліотеки (с. Соколівочка, с. Червоне), дитячі садочки (с. Соколівочка, с. Червоне), два відділення зв'язку та магазини.
В селі працює школа, дитячий садок, фельдшерський пункт, будинок культури.